# Massacre de Fergana
 (août 2021).
Le massacre de Fergana est un massacre survenu entre le 3 et le 12 juin 1989, après que des émeutes ont éclaté entre les Turcs Meskhètes qui s'étaient installés en Ouzbékistan et les Ouzbeks indigènes. Des centaines de Turcs Meskhètes ont été tués ou blessés, près de 1 000 propriétés ont été détruites et des milliers de Turcs Meskhètes ont fui en exil.

## Massacre
Depuis leur déportation (en), les Turcs Meskhètes n'ont pas été autorisés à retourner dans leur patrie, ils ont continué à vivre en Asie centrale, principalement en Ouzbékistan, jusqu'en juin 1989, lorsque des extrémistes ouzbeks ont participé à un massacre de masse des Turcs dans la vallée de Fergana. Selon des chiffres officiels, et très probablement bas, 97 personnes sont mortes, plus de 1 000 ont été blessées et 752 maisons ont été incendiées. Avant le massacre, environ 100 000 Turcs vivaient en Ouzbékistan.

## Conséquences
Les autorités de Moscou et de Tachkent ont rapidement affirmé que les émeutes étaient planifiées par la mafia, les ennemis politiques de Gorbatchev ou par des nationalistes ouzbeks.
À la suite de ces événements, la majorité des Turcs Meskhètes, environ 70 000, se sont rendus en Azerbaïdjan, tandis que le reste est allé dans diverses régions de Russie (en particulier le Krai de Krasnodar), au Kazakhstan, au Kirghizistan et en Ukraine. Beaucoup de Juifs de Boukhara ont également fui en Israël.